# 弗拉姆
弗拉姆（西班牙語：Fram），是巴拉圭的城鎮，位於該國東南部，由伊塔普阿省負責管轄，距離恩卡納西翁46公里和亞松森350公里，始建於1927年3月20日，海拔高度195米，2002年人口6,923。
26°59′00″S 55°53′00″W / 26.98333°S 55.88333°W